# ديك هوجان
ديك هوجان (بالإنجليزية: Dick Hogan)‏ مواليد 27 نوفمبر 1917 في ليتل روك، الولايات المتحدة - الوفاة 18 أغسطس 1995 في ليتل روك، الولايات المتحدة، هو ممثل أمريكي بدأ مسيرته الفنية سنة 1937.

## الأعمال
- تشارلي تشان في رينو
- النصر المجنح

## روابط خارجية
- ديك هوجان على موقع IMDb (الإنجليزية)
- ديك هوجان على موقع ألو سيني (الفرنسية)
- ديك هوجان على موقع أول موفي (الإنجليزية)
- ديك هوجان على موقع قاعدة بيانات برودواي على الإنترنت (الإنجليزية)
- ديك هوجان على موقع قاعدة بيانات برودواي على الإنترنت (الإنجليزية)
- ديك هوجان على موقع قاعدة بيانات الأفلام السويدية (السويدية)
- ديك هوجان على موقع قاعدة بيانات الفيلم (الإنجليزية)
- ديك هوجان على موقع كينوبويسك (الروسية)